# Arcisses
Arcisses é uma comuna francesa na região administrativa do Centro-Vale do Loire, no departamento de Eure-et-Loir. Estende-se por uma área de 45.43 km². Em 2010 a comuna tinha 2 250 habitantes (densidade: 49,5 hab./km²).
Foi criada em 1 de janeiro de 2019, a partir da fusão das antigas comunas de Margon (sede da comuna), Brunelles e Coudreceau.